# Paróquia Matriz Nossa Senhora da Candelária
Igreja Matriz Nossa Senhora da Candelária é uma importante igreja da época colonial localizada na cidade brasileira de Itu, no Estado de São Paulo. Foi tombada pelo Condephaat em 1987.

## História
A atual igreja foi terminada em 1780 e é o resultado da reconstrução de uma capela mais antiga, realizada sob orientação do Padre João Leite Ferraz.[carece de fontes?] No interior foi mantida a imagem de Nossa Senhora da Candelária da capela anterior.
No interior, as pinturas dos tetos da nave e capela-mor foram realizados por José Patrício da Silva Manso (c.1753-1801), que na época tinha como ajudante o frei Jesuíno do Monte Carmelo, que pintou as paredes da capela-mor. Também possui pinturas mais recentes de Almeida Júnior.[carece de fontes?]
A fachada foi terminada apenas em 1831, quando ganhou a torre central e sinos. Em finais do século XIX a fachada foi reformada por Ramos de Azevedo.
A Igreja Matriz conta, também, com um Órgão (instrumento musical) construído por Aristide Cavaillé-Coll, organeiro francês, em 1883. É um instrumento de 2 manuais e pedaleira, com 12 registros.